# Championnat de France de baseball Nationale 2 2010
Navigation
2009 2011
Le Championnat de France de baseball Nationale 2 2010 rassemble 20 équipes qui s'affrontent pour accéder à la Nationale 1. Ces équipes représentent les meilleurs clubs issus des compétitions régionales.
La réserve du Stade Toulousain Baseball remporte le titre à domicile face aux Squales de Vauréal au terme d'une finale serrée. Ces deux équipes sont qualifiées pour la Nationale 1 2011.

## Déroulement
Les équipes sont réparties en 5 poules de 4 équipes (A à E). Chaque équipe affronte les autres de sa poule (en programme double, c'est-à-dire 2 confrontations par journée), entre le 5, 12 et 19 septembre.
Les deux premiers de poule ainsi que les deux meilleurs 3es sont qualifiés pour des 1/4 de finale en plateau (3 équipes par plateau) dont ne sortent que les vainqueurs qui se retrouvent en demi-finales.
Les deux finalistes sont promus en Nationale 1 et s'affrontent au meilleur des 3 rencontres pour le titre de Champion de France de N2. L'organisation de la finale a été attribuée à Toulouse.

## Les clubs de l'édition 2010

### Champions régionaux
Voici la liste des champions de Division Honneur 2010:
- Ligue d'Aquitaine: Raiders d'Eysines
- Ligue de Bourgogne: Dijon UC
- Ligue de Bretagne: Redwings de Rennes
- Ligue d'Île-de-France: Squales de Vauréal
- Ligue du Languedoc-Roussillon: Entente Narbonne/Béziers
- Ligue de Lorraine: Bootleggers d'Argancy
- Ligue des Midi-Pyrénées: Stade Toulousain Baseball 2
- Ligue du Nord-Pas-de-Calais: Dragons de Ronchin
- Ligue de Normandie: Jimmer's de Saint-Lô
- Ligue de Poitou-Charentes: Boucaniers de La Rochelle
- Ligue de Provence-Alpes-Côte d'Azur: Cavigal de Nice 2
- Ligue de Rhône-Alpes: Dragons de Villefontaine

### Équipes participantes
Le nombre d'équipes de chaque région autorisées à prendre part à la compétition varie en fonction du nombre total d'équipes inscrites dans le championnat régional. À la suite du désengagement de certains clubs, l'édition se déroule à 20:
- Ligue d'Alsace: Bootleggers d'Argancy
- Ligue d'Aquitaine : Raiders d'Eysines, Pumas de Pau
- Ligue de Bourgogne : Dijon UC, Parrots de Nevers, Vikings de Chalon-sur-Saone
- Ligue de Bretagne: Redwings de Rennes, Black Panthers de Bréal-sous-Montfort
- Ligue de Champagne-Ardenne: Espadons de Troyes
- Ligue d'Île-de-France : Paris Université Club 2, Cougars de Montigny 2, Squales de Vauréal
- Ligue du Languedoc-Roussillon : Albatros de La Grande Motte et l'entente Narbonne/Béziers
- Ligue des Midi-Pyrénées : Stade Toulousain Baseball 2
- Ligue du Nord-Pas-de-Calais : Dragons de Ronchin, Marlins de Compiègne
- Ligue de Normandie: Jimmer's de Saint-Lô, Wallabies de Louviers
- Ligue de Rhône-Alpes : Dragons de Villefontaine

## Phase de poule
Les 20 clubs sont répartis dans des poules géographiques de la sorte:
| Équipe             | Ville                                 |
| ------------------ | ------------------------------------- |
| Black Panthers     | Bréal-sous-Montfort (Ille-et-Vilaine) |
| Jimmer's           | Saint-Lô (Manche)                     |
| Espadons           | Troyes (Aube)                         |
| Squales de Vauréal | Vauréal (Val-d'Oise)                  |

| Équipe    | Ville                    |
| --------- | ------------------------ |
| Wallabies | Louviers (Eure)          |
| PUC²      | Paris                    |
| Redwings  | Rennes (Ille-et-Vilaine) |
| Dragons   | Ronchin (Nord)           |

| Équipe      | Ville             |
| ----------- | ----------------- |
| Bootleggers | Argancy (Moselle) |
| Marlins     | Compiègne (Oise)  |
| DUC         | Dijon (Côte-d'Or) |
| Parrots     | Nevers (Nièvre)   |

| Équipe   | Ville                     |
| -------- | ------------------------- |
| Vikings  | Chalon (Saône-et-Loire)   |
| Raiders  | Eysines (Gironde)         |
| Albatros | La Grande-Motte (Hérault) |
| Dragons  | Villefontaine (Isère)     |

| Équipe                   | Ville                      |
| ------------------------ | -------------------------- |
| Cougars²                 | Montigny (Yvelines)        |
| Pumas                    | Pau (Pyrénées-Atlantiques) |
| Toulouse²                | Toulouse (Haute-Garonne)   |
| Entente Narbonne/Béziers | Ligue Languedoc-Roussillon |

Lors d'égalité entre équipes, le classement s'établit au TBQ (Team Quality Balance) dont le calcul est le suivant :
 TBQ = (nombre de points marqués / nombre de manches jouées en attaque) - (nombre de point encaissés / nombre de manches jouées en défense).

### Poule A
| Date         | Heure | Recevant | Visiteur | Match 1 | Match 2 | Notes   |
| ------------ | ----- | -------- | -------- | ------- | ------- | ------- |
| 5 septembre  | 11.00 | Saint-Lô | Troyes   | 24 - 2  | 10 - 0  |         |
| 5 septembre  | 11.00 | Bréal    | Vauréal  | 16 - 6  | 2 - 16  |         |
| 12 septembre | 11.00 | Vauréal  | Troyes   | 11 - 1  | 15 - 1  |         |
| 12 septembre | 11.00 | Saint-Lô | Bréal    | 6 - 7   | 1 - 11  |         |
| 19 septembre | 11.00 | Vauréal  | Saint-Lô | 17 - 5  | 15 - 5  |         |
| 19 septembre | 11.00 | Troyes   | Bréal    | 0 - 9   | 0 - 9   | forfait |

| Pl. | Équipe   | MJ | V | D | %     | TQB  |
| --- | -------- | -- | - | - | ----- | ---- |
| 1   | Vauréal  | 6  | 5 | 1 | 0,833 | 1,67 |
| 2   | Bréal    | 6  | 5 | 1 | 0,833 | 0,60 |
| 3   | Saint-Lô | 6  | 2 | 4 | 0,333 |      |
| 4   | Troyes   | 6  | 0 | 6 | 0,000 |      |

J : rencontres jouées, V : victoires, D : défaites, % : pourcentage de victoire, TQB : Team Quality Balance.

### Poule B
| Date         | Heure | Recevant | Visiteur | Match 1 | Match 2 | Notes |
| ------------ | ----- | -------- | -------- | ------- | ------- | ----- |
| 5 septembre  | 11.00 | Rennes   | PUC 2    | 16 - 6  | 14 - 4  |       |
| 5 septembre  | 11.00 | Louviers | Ronchin  | 1 - 17  | 3 - 13  |       |
| 12 septembre | 11.00 | Ronchin  | PUC 2    | 12 - 15 | 11 - 7  |       |
| 12 septembre | 11.00 | Rennes   | Louviers | 18 - 1  | 29 - 5  |       |
| 19 septembre | 11.00 | Ronchin  | Rennes   | 10 - 6  | 10 - 9  |       |
| 19 septembre | 11.00 | PUC 2    | Louviers | 14 - 4  | 14 - 13 |       |

| Pl. | Équipe   | MJ | V | D | %     | TQB   |
| --- | -------- | -- | - | - | ----- | ----- |
| 1   | Ronchin  | 6  | 5 | 1 | 0,833 | 1,01  |
| 2   | Rennes   | 6  | 4 | 2 | 0,667 | 1,65  |
| 3   | PUC 2    | 6  | 3 | 3 | 0,500 | 0,27- |
| 4   | Louviers | 6  | 0 | 6 | 0,000 |       |

J : rencontres jouées, V : victoires, D : défaites, % : pourcentage de victoire, TQB : Team Quality Balance.

### Poule C
| Date         | Heure | Recevant  | Visiteur  | Match 1 | Match 2 | Notes   |
| ------------ | ----- | --------- | --------- | ------- | ------- | ------- |
| 5 septembre  | 11.00 | Dijon     | Compiègne | 9 - 0   | 9 - 0   | forfait |
| 5 septembre  | 11.00 | Nevers    | Argancy   | 10 - 13 | 4 - 14  |         |
| 12 septembre | 11.00 | Argancy   | Compiègne | 17 - 2  | 11 - 1  |         |
| 12 septembre | 11.00 | Dijon     | Nevers    | 3 - 4   | 15 - 2  |         |
| 19 septembre | 11.00 | Argancy   | Dijon     | 13 - 7  | 16 - 8  |         |
| 19 septembre | 11.00 | Compiègne | Nevers    | 18 - 17 | 5 - 8   |         |

| Pl. | Équipe    | MJ | V | D | %     | TQB  |
| --- | --------- | -- | - | - | ----- | ---- |
| 1   | Argancy   | 6  | 6 | 1 | 0,833 | 1,18 |
| 2   | Dijon     | 6  | 3 | 3 | 0,500 | 0,38 |
| 3   | Nevers    | 6  | 2 | 4 | 0,333 |      |
| 4   | Compiègne | 6  | 1 | 5 | 0,167 |      |

J : rencontres jouées, V : victoires, D : défaites, % : pourcentage de victoire, TQB : Team Quality Balance.

### Poule D
| Date         | Heure | Recevant        | Visiteur        | Match 1 | Match 2 | Notes |
| ------------ | ----- | --------------- | --------------- | ------- | ------- | ----- |
| 5 septembre  | 11.00 | Villefontaine   | La Grande Motte | 7 - 18  | 12 - 7  |       |
| 5 septembre  | 11.00 | Chalon          | Eysines         | 3 - 13  | 1 - 14  |       |
| 12 septembre | 11.00 | Eysines         | La Grande Motte | 6 - 5   | 3 - 5   |       |
| 12 septembre | 11.00 | Villefontaine   | Chalon          | 11 - 9  | 20 - 10 |       |
| 19 septembre | 11.00 | Eysines         | Villefontaine   | 14 - 4  | 11 - 1  |       |
| 19 septembre | 11.00 | La Grande Motte | Chalon          | 13 - 3  | 13 - 2  |       |

| Pl. | Équipe          | MJ | V | D | %     | TQB   |
| --- | --------------- | -- | - | - | ----- | ----- |
| 1   | Eysines         | 6  | 5 | 1 | 0,833 | 1,17  |
| 2   | La Grande Motte | 6  | 4 | 2 | 0,667 | 0,73  |
| 3   | Villefontaine   | 6  | 3 | 3 | 0,500 | 0,24- |
| 4   | Chalon          | 6  | 0 | 6 | 0,000 |       |

J : rencontres jouées, V : victoires, D : défaites, % : pourcentage de victoire, TQB : Team Quality Balance.

### Poule E
| Date         | Heure | Recevant         | Visiteur         | Match 1 | Match 2 | Notes |
| ------------ | ----- | ---------------- | ---------------- | ------- | ------- | ----- |
| 5 septembre  | 11.00 | Toulouse 2       | Montigny 2       | 16 - 15 | 7 - 2   |       |
| 5 septembre  | 11.00 | Pau              | Narbonne/Béziers | 10 - 23 | 4 - 14  |       |
| 12 septembre | 11.00 | Narbonne/Béziers | Montigny 2       | 12 - 22 | 15 - 32 |       |
| 12 septembre | 11.00 | Toulouse 2       | Pau              | 3 - 6   | 6 - 5   |       |
| 19 septembre | 11.00 | Narbonne/Béziers | Toulouse 2       | 7 - 8   | 8 - 14  |       |
| 19 septembre | 11.00 | Montigny 2       | Pau              | 15 - 5  | 19 - 4  |       |

| Pl. | Équipe           | MJ | V | D | %     | TQB  |
| --- | ---------------- | -- | - | - | ----- | ---- |
| 1   | Toulouse 2       | 6  | 5 | 1 | 0,833 | 0,27 |
| 2   | Montigny 2       | 6  | 4 | 2 | 0,667 | 1,31 |
| 3   | Narbonne/Béziers | 6  | 2 | 4 | 0,333 |      |
| 4   | Pau              | 6  | 1 | 5 | 0,167 |      |

J : rencontres jouées, V : victoires, D : défaites, % : pourcentage de victoire, TQB : Team Quality Balance.

## Phase finale

### 1/4 de finale en plateau
Les premiers de poule reçoivent les plateaux. Les premiers des plateaux passent en 1/2 finale.
| Date      | Heure | Recevant        | Visiteur        | Score   | Notes |
| --------- | ----- | --------------- | --------------- | ------- | ----- |
| 2 octobre | 14.00 | Argancy         | La Grande Motte | 6 - 8   |       |
| 3 octobre | 11.00 | La Grande Motte | Montigny 2      | 9 - 10  |       |
| 3 octobre | 14.00 | Montigny 2      | Argancy         | 13 - 12 |       |

| Date      | Heure | Recevant | Visiteur | Score  | Notes |
| --------- | ----- | -------- | -------- | ------ | ----- |
| 2 octobre | 14.00 | Vauréal  | Dijon    | 14 - 2 |       |
| 3 octobre | 11.00 | Dijon    | Rennes   | 8 - 10 |       |
| 3 octobre | 14.00 | Rennes   | Vauréal  | 2 - 15 |       |

| Date      | Heure | Recevant      | Visiteur      | Score   | Notes |
| --------- | ----- | ------------- | ------------- | ------- | ----- |
| 2 octobre | 14.00 | Eysines       | Villefontaine | 10 - 15 |       |
| 3 octobre | 11.00 | Villefontaine | Bréal         | 9 - 3   |       |
| 3 octobre | 14.00 | Bréal         | Eysines       | 17 - 9  |       |

| Date      | Heure | Recevant   | Visiteur   | Score  | Notes |
| --------- | ----- | ---------- | ---------- | ------ | ----- |
| 2 octobre | 14.00 | Ronchin    | PUC 2      | 6 - 5  |       |
| 3 octobre | 11.00 | PUC 2      | Toulouse 2 | 3 - 13 |       |
| 3 octobre | 14.00 | Toulouse 2 | Ronchin    | 7 - 6  |       |

### Dernier carré
Vauréal et Toulouse 2 reçoivent en demi-finale les 9 et 10 octobre et se qualifient pour la finale qui se déroule les 23 et 24 octobre au Stade Kandy Nelson à Toulouse.
| Date       | Heure | Recevant   | Visiteur   | Score   | Notes |
| ---------- | ----- | ---------- | ---------- | ------- | ----- |
| 9 octobre  | 14.00 | Vauréal    | Montigny 2 | 18 - 28 |       |
| 10 octobre | 11.00 | Montigny 2 | Vauréal    | 7 - 16  |       |
| 10 octobre | 14.00 | Vauréal    | Montigny 2 | 18 - 13 |       |

| Date       | Heure | Recevant      | Visiteur      | Score  | Notes |
| ---------- | ----- | ------------- | ------------- | ------ | ----- |
| 9 octobre  | 14.00 | Toulouse 2    | Villefontaine | 16 - 2 |       |
| 10 octobre | 11.00 | Villefontaine | Toulouse 2    | 0 - 11 |       |

La réserve du Stade Toulousain Baseball remporte le titre en battant les Squales 2-1. Les deux équipes gagnent leur place en Nationale 1 2011.
| Date       | Heure | Recevant   | Visiteur   | Score   | Notes |
| ---------- | ----- | ---------- | ---------- | ------- | ----- |
| 23 octobre | 14.00 | Toulouse 2 | Vauréal    | 8 - 9   |       |
| 24 octobre | 11.00 | Vauréal    | Toulouse 2 | 6 - 7   |       |
| 24 octobre | 11.00 | Toulouse 2 | Vauréal    | 23 - 15 |       |